# Urashima Tarō
Urashima Tarō (japanisch 浦島 太郎) ist die Hauptperson eines japanischen Volksmärchens, das von seinem Besuch bei einer Prinzessin in einem Palast auf dem Meeresgrund handelt.

## Inhalt

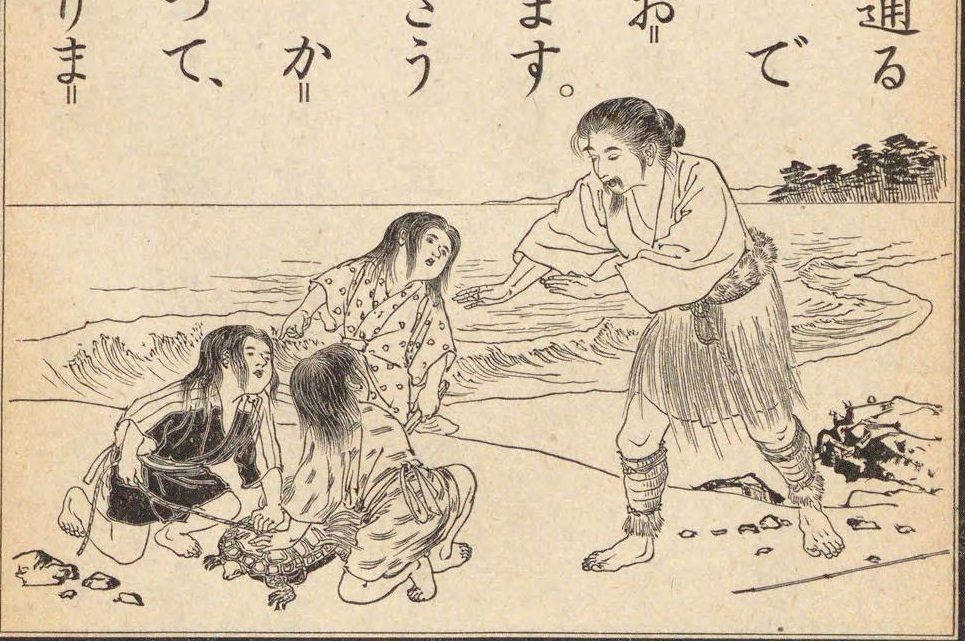
Kinder misshandeln die Schildkröte

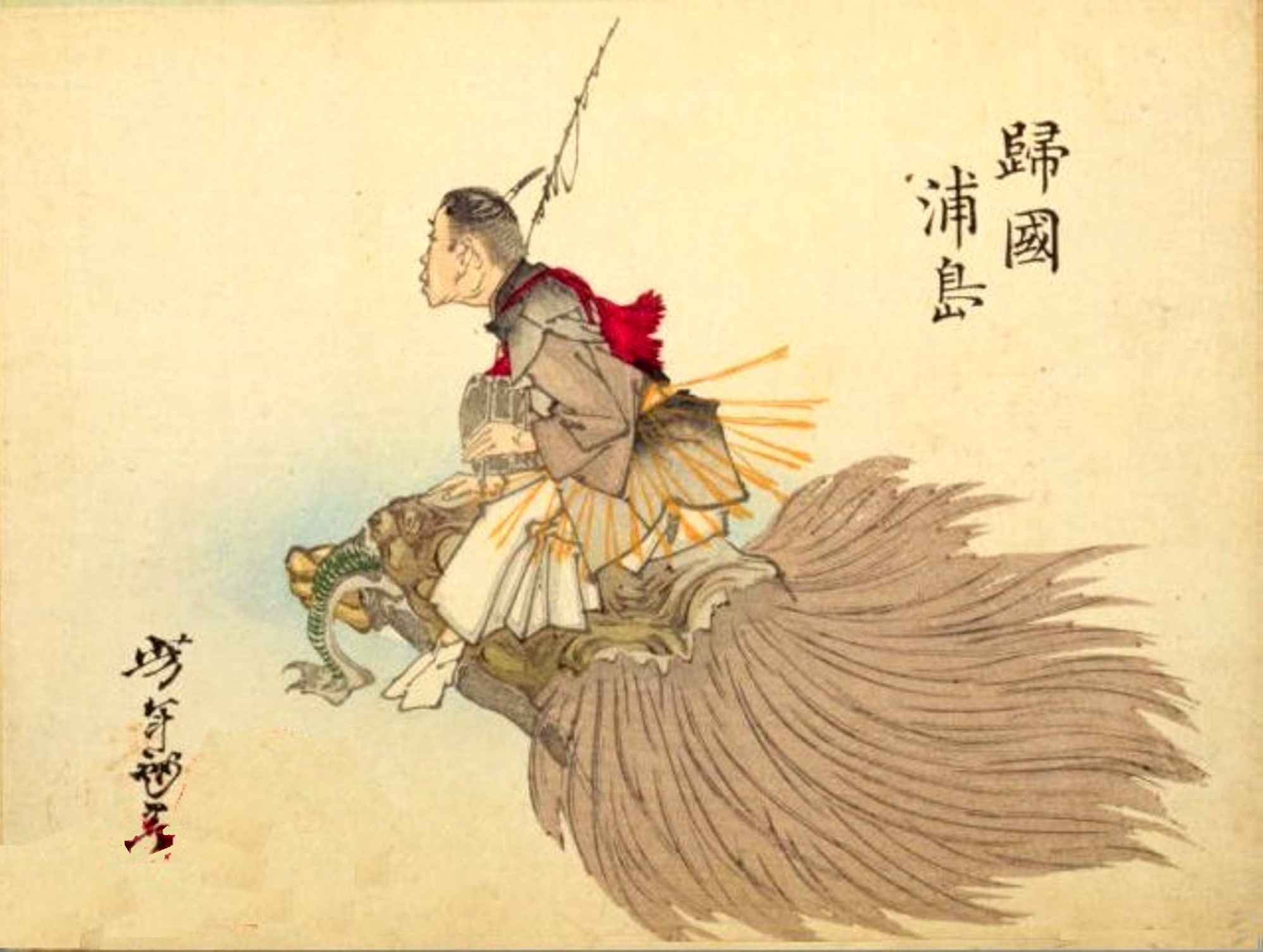
Tarō kehrt zurück (Tsukioka Yoshitoshi)

Urashima Tarō, ein Fischer aus der Provinz Tango, war beim Fischen, als er eine Schildkröte befreite, die von Kindern misshandelt wurde. Er setzt sie wieder ins Meer zurück. Am nächsten Tag erscheint die Schildkröte, nun jedoch als junge Frau in einem kleinen Boot. Sie bittet ihn, mit ihr ins Boot zu steigen und zum Palast des Meeresgottes Ryūjin, dem Ryūgū (龍宮) am Meeresgrund zu folgen. Die beiden werden ein Paar. Als Tarō nach drei Jahren sich auf den Weg machte, in seine Heimatstadt zurückzukehren, schenkte ihm seine Frau eine schöne Schachtel (玉手箱, Tamatebako) als Andenken und sagte ihm, er solle sie niemals öffnen. Als Tarō seine Heimatstadt erreichte, war er überrascht, nach so kurzer Zeit dort niemanden mehr zu kennen und öffnet verwundert die Schachtel. Es steigt eine Wolke in drei Streifen auf, augenblicklich wird er zu einem uralten Greis, denn in Wirklichkeit sind nicht drei Jahre, sondern dreihundert Jahre vergangen.

## Überlieferungen
Die ursprüngliche Geschichte der Urashima-Erzählung ist die einer Ehe zwischen einem einfachen Fischer und einem Gott in Form einer Schildkröte. Es gibt  viele ähnliche Erzählungen, beginnend mit „Urashima no ko“ (浦島の子) – „Das Kind Urashima“ in einem „Otogi zōshi“ eines unbekannten Autors. Es folgten weitere, zum Beispiel in „Tango no kuni fudoki“ (丹後国風土記), mit fast demselben Inhalt mit Titeln wie „Urashima Tarō“ oder einfach „Urashima“, dargestellt in Bildrollen und Büchern der Muromachi-Zeit.
Die Geschichte wird auch als Metapher für eine Person gesehen, die verwirrt ist, weil sie längere Zeit von einem Ort entfernt war und die Situation nicht gut versteht. Sie wird auch häufig verwendet, um einen Zustand oder eine Gefühlslage einer Person zu beschreiben, die von der Gesellschaft oder der Zeit verlassen wurde.
In der Edo-Zeit waren die Schildkröte und die Frau völlig unterschiedliche Figuren. In der Neuzeit wurde die Geschichte zu Kindermärchen, das Element einer göttlichen Ehe verschwand. So wurde die Geschichte einfach zu einer über den Besuch eines fremden Landes.